# Brock Simpson
Brock Simpson (Montréal, 8 dicembre 1968) è un attore canadese, famoso per aver recitato in Non entrate in quella casa e Prom Night II - Il ritorno.

## Filmografia

### Attore

#### Cinema
- Non entrate in quella casa (Prom Night), regia di Paul Lynch (1980)
- Bullies, regia di Paul Lynch (1986)
- Prom Night II - Il ritorno (Hello Mary Lou: Prom Night II), regia di Bruce Pittman (1987)
- Prom Night III - L'ultimo bacio (Prom Night III: The Last Kiss) , regia di Ron Oliver e Peter R. Simpson (1990)
- Outcast, regia di Roman Buchok (1990) Uscito in home video
- Discesa all'inferno (Prom Night IV: Deliver Us from Evil), regia di Clay Borris (1991)
- Liar's Edge, regia di Ron Oliver (1992)
- Blackheart, regia di Dominic Shiach (1998)
- Grizzly Falls, regia di Stewart Raffill (1999)
- Fancy Dancing, regia di Brock Simpson (2002) Non accreditato

#### Televisione
- First Offender, regia di Timothy Bond – film TV (1987)

### Regista
- Fancy Dancing (2002)

### Sceneggiatore
- Blackheart, regia di Dominic Shiach (1998)
- Fancy Dancing, regia di Brock Simpson (2002)

## Riconoscimenti
- 2003 - Philadelphia Film Festival
  - Miglior film d'esordio per Fancy Dancing